# Gasthuiskerk (Doesburg)
De Gasthuiskerk, ook wel de Antoniuskapel, is een protestantse kerk in de Nederlandse plaats Doesburg. De kerk is in de 14e eeuw gebouwd (vanaf circa 1380) op een verhoging. Opvallend is dat hierdoor de kerk hoger staat dan de Grote of Martinikerk.  In tijden rondom het rampjaar werd de kerk gebruikt door de gereformeerden. Nadien heeft de kerk tijden leeggestaan en niet religieuze bestemmingen gehad, maar in 1717 trokken de gereformeerden er weer tijdelijk in, omdat het dak van de Martinikerk was afgewaaid. Vanaf 1735 namen Lutheranen de kerk in gebruik en zij kregen de kerk vanaf 1790 in eigendom. Vanaf 2000 maken de remonstranten ook gebruik van de kerk.
De zaalkerk was opgebouwd uit een beuk met een zijbeuk. De zijbeuk is door Staatse troepen bij de inname van de stad in 1572 grotendeels vernield. Aan de kerk zijn diverse provenierswoningen gebouwd. Aan de westzijde van de kerk is een toren gebouwd, bestaande uit drie geledingen en bovenop een ingesnoerde naaldspits. Het schip is opgebouwd uit drie traveeën, die door middel van kruisribgewelven worden bekroond. De binnenzijde van de kerk is witgepleisterd. In de kerk is een kabinetorgel uit 1770 aanwezig. Daarnaast staat achter in de kerk een eenklaviersorgel van Naber, dat wordt bekroond met een zwaan, het teken van de Lutheranen.
De kerk is in 1966 aangewezen als rijksmonument en is sinds augustus 2014 in gebruik als theater en cultureel centrum.

## Galerij

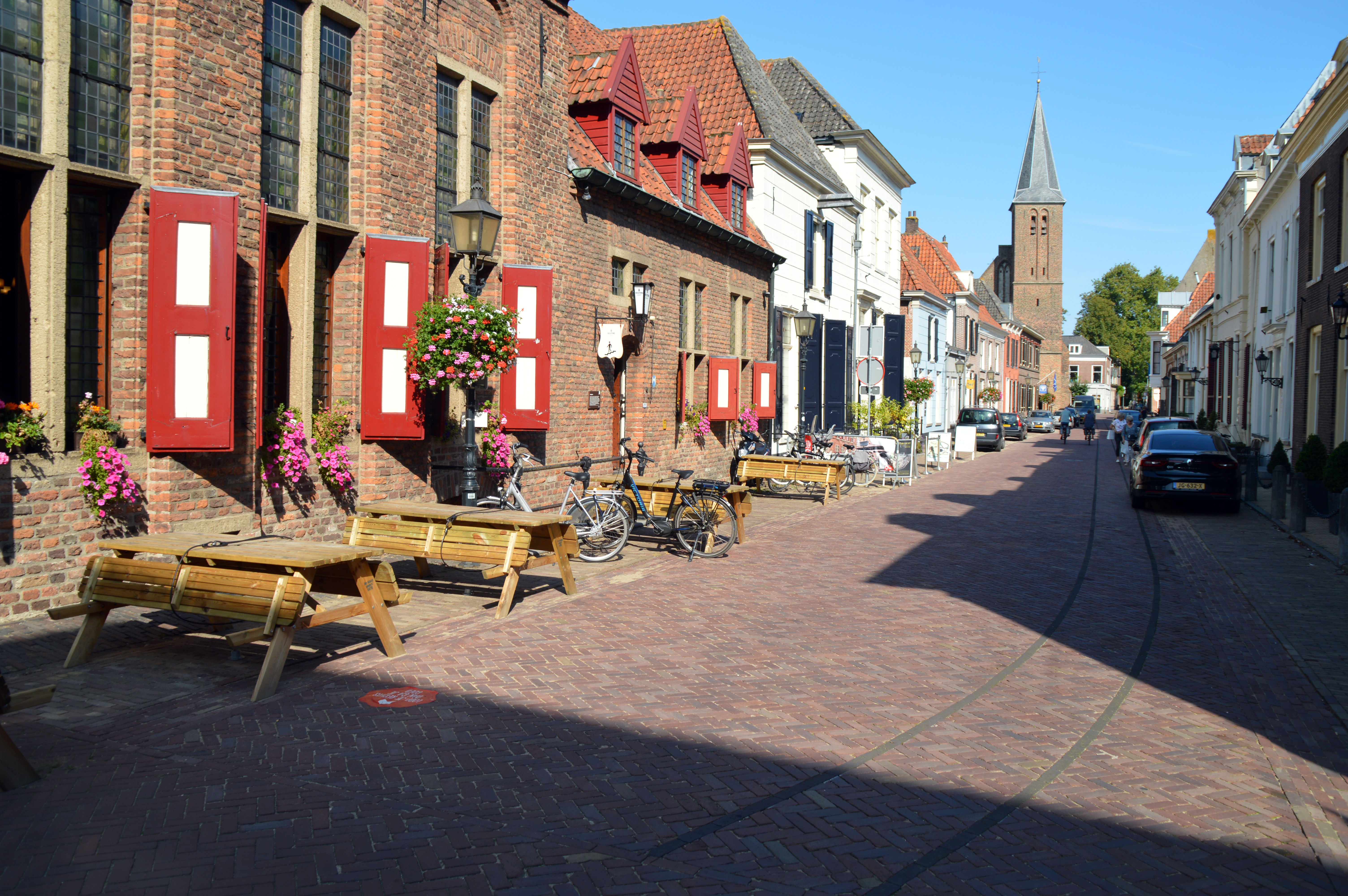
Gasthuisstraat met links de Waag en op de achtergrond de Gasthuiskerk
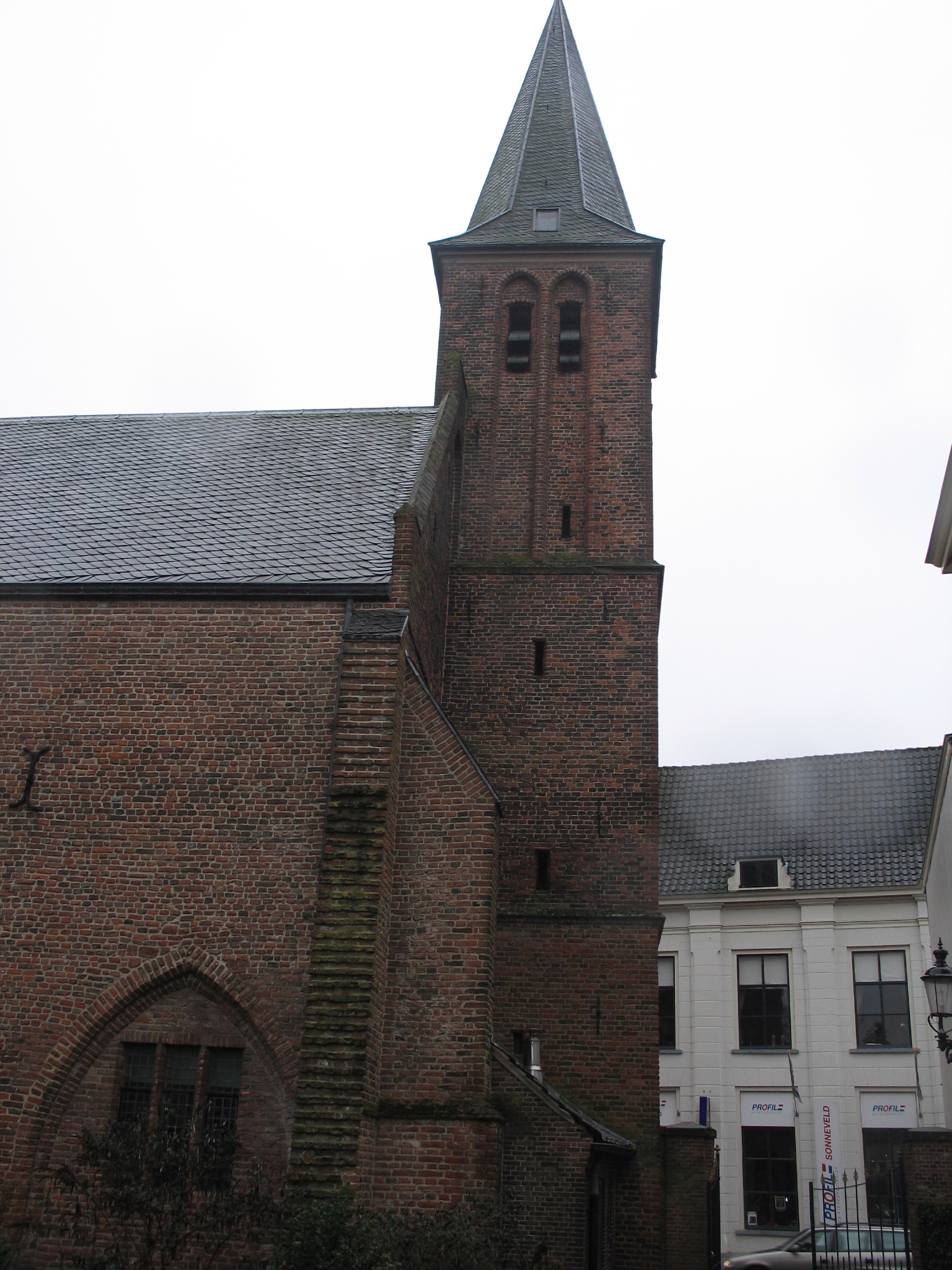
Kerktoren
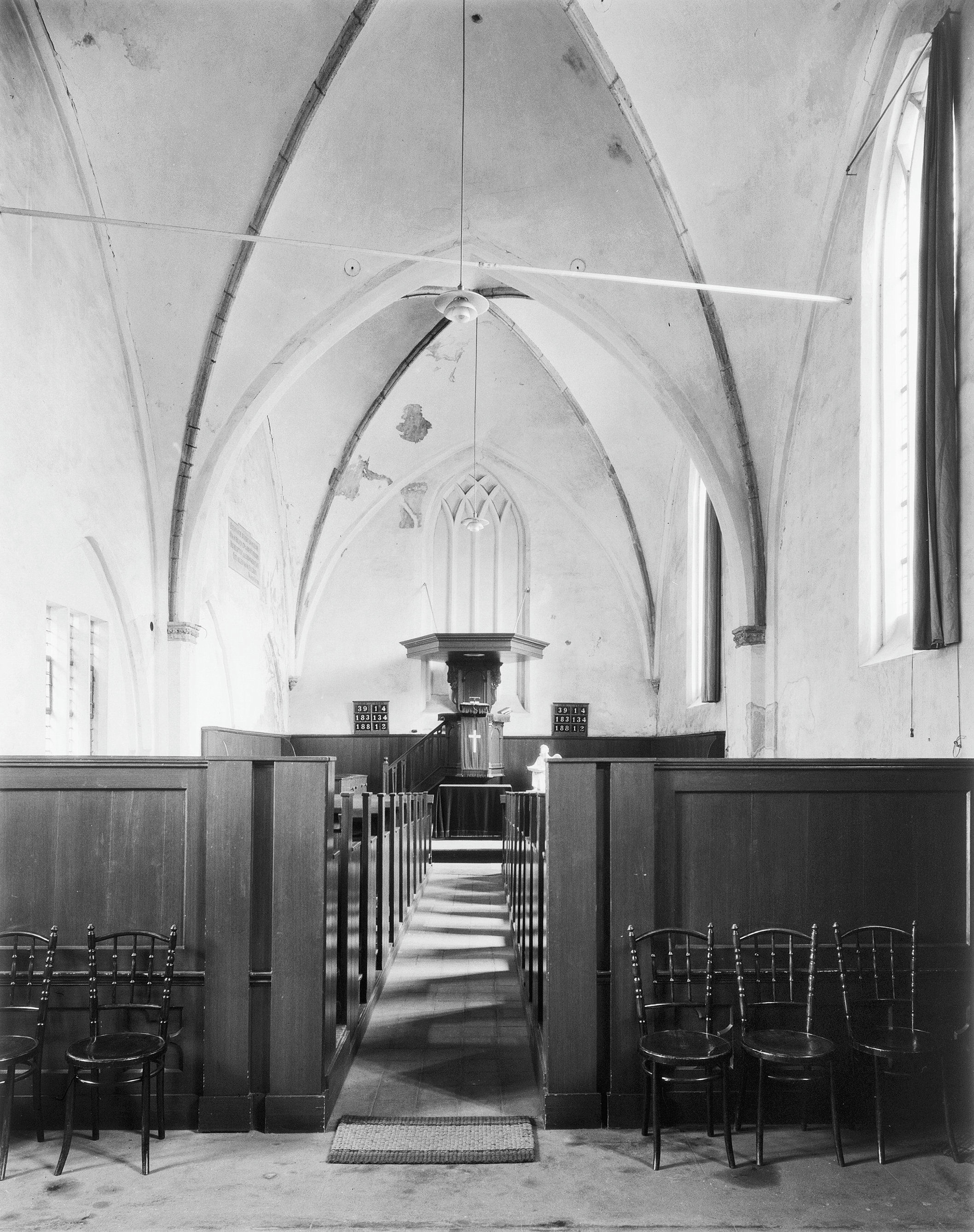
Interieur met preekstoel
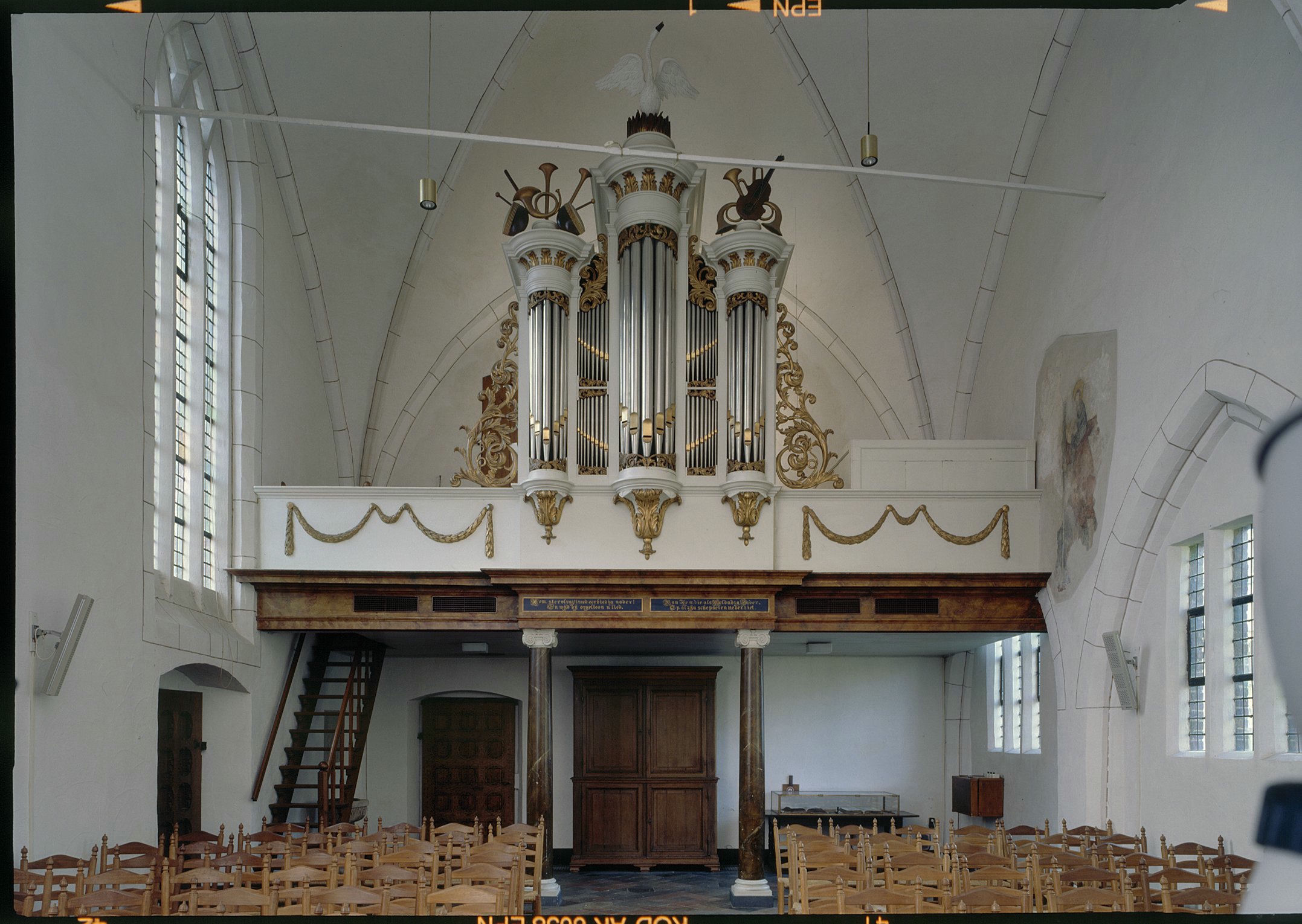
Kerkorgel van Naber
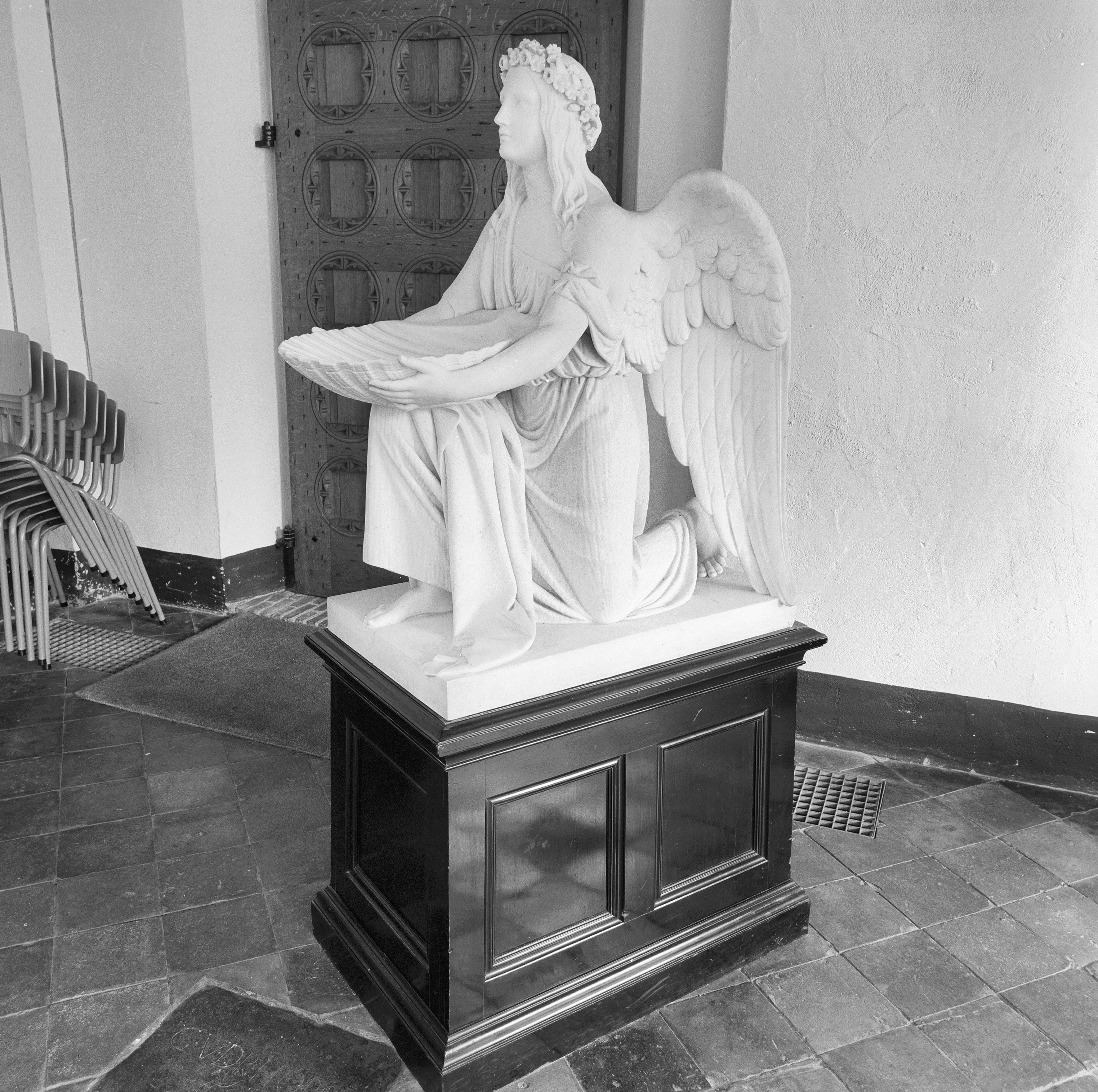
Doopvont
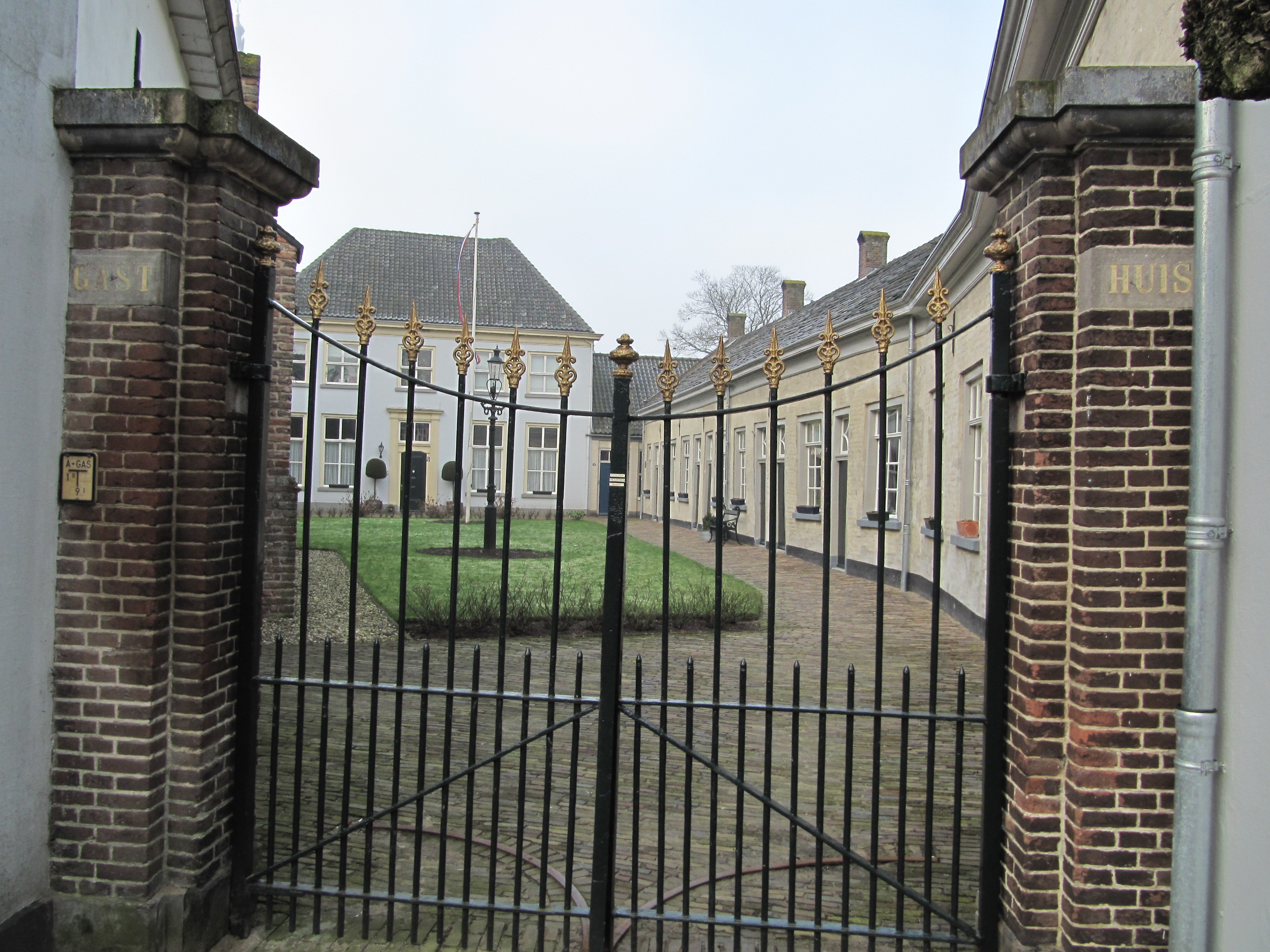
Gasthuishof